# Asz-Szabab
Harakat asz-Szabab al-Mudżahidin (HSM) (arab. ‏حركة الشباب المجاهدين‎, Ḥarakat ash-Shabāb al-Mujāhidīn; somal. Xarakada Mujaahidiinta al-Shabaab; dosł. Ruch Młodzieży Mudżahedińskiej), powszechniej znana jako Asz-Szabab (dosł. Młodzież, Młodzi) – somalijska radykalna islamistyczna organizacja terrorystyczna, od 2012 formalnie komórka Al-Ka’idy w Rogu Afryki.
Ugrupowanie liczy 14 tysięcy bojowników, którzy walczą w somalijskiej wojnie domowej o przejęcie władzy, wprowadzenie prawa szariatu i ustanowienie kalifatu islamskiego.
Ugrupowanie Asz-Szabab wpisane jest na listę grup terrorystycznych przez Australię, Kanadę, Norwegię, Szwecję, Wielką Brytanię i Stany Zjednoczone.

## Historia ugrupowania
Asz-Szabab, jako radykalne ugrupowanie fundamentalistów islamskich, wydzieliło się pod koniec 2006, po utracie władzy przez Unię Trybunałów Islamskich w wyniku etiopskiej interwencji, która zainstalowała w Mogadiszu Tymczasowy Rząd Federalny. Tym samym islamiści zjednoczeni w Sojuszu na rzecz Wyzwolenia Somalii, mudżahedini i Asz-Szabab zaczęły prowadzić wojnę partyzancką. Islamiści zostali nazwani somalijskimi talibami.
Rebelianci z Asz-Szabab w 2007 brali udział w obronie Mogadiszu przed wojskami etiopskimi i Przejściowego Rządu Federalnego Somalii. Po porażce w kwietniu 2007 i utracie kontroli nad stolicą, podjęli na nią nieudany szturm w listopadzie 2007. 18 marca 2008 ugrupowanie zostało wpisane na listę organizacji terrorystycznych Departamentu Stanu USA.
Na przełomie lat 2007 i 2008 umacniali swoje pozycje na południu kraju, oraz kontrolowali niektóre obszary w centralnej Somalii. W lutym 2008 przeprowadzili zamach w Boosaaso, natomiast w kwietniu 2008 przypuścili kolejny atak na Mogadiszu. W połowie 2008 islamiści z Sojuszu i Asz-Szabab kontrolowali kraj od granicy z Kenią po Galmudug, prócz enklawy wokół miasta Baydhabo, Mogadiszu i dystryktów przy granicy z Etiopią. W związku z tym w lipcu 2008 rebelianci przystąpili do oblężenia Baydhabo, które zakończyło się w styczniu 2009 po wycofaniu się wojsk etiopskich z Somalii.

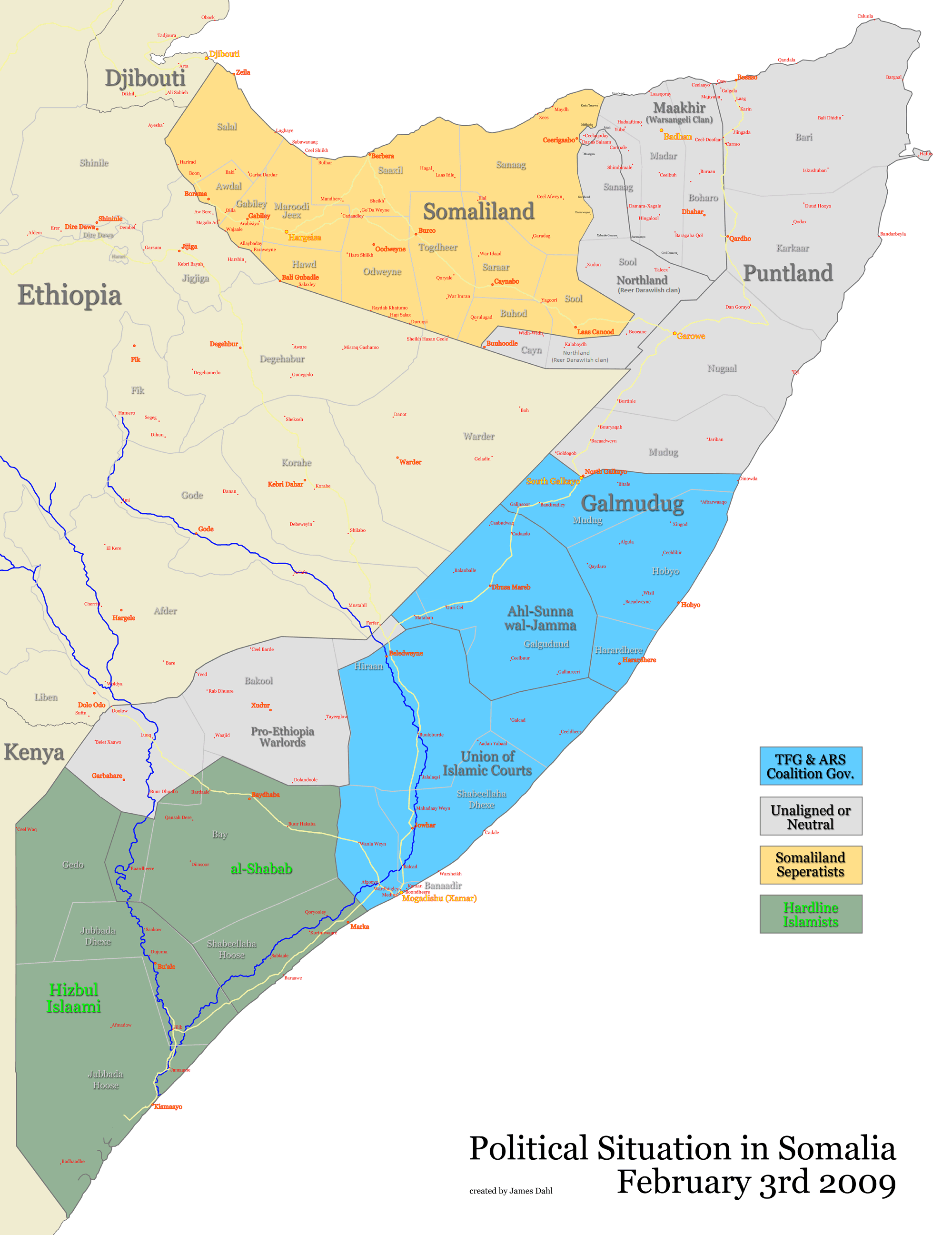
Podział wpływów w Somalii po wycofaniu się wojsk etiopskich

Po podaniu się do dymisji prezydenta Abdullahi Jusufa i wycofaniu się wojsk etiopskich, Szarif Szajh Ahmed z ugrupowania Unii Trybunałów Islamskich wchodzących w skład Sojuszu na rzecz Wyzwolenia Somalii (ASR) został 31 stycznia 2009 zaprzysiężony na prezydenta Somalii. Ahmed reprezentował umiarkowane islamskie skrzydło w somalijskiej polityce, co spowodowało, że radykałowie z Asz-Szabab przeciwstawiły się mu, dążąc do jego obalenia. Ponadto 4 lutego 2009 cztery grupy islamistów, w tym grupa Hassana Dahira Awejsa, niegdyś należąca do Sojuszu na rzecz Wyzwolenia Somalii, połączyły się i sformowały organizację o nazwie Hizb al-Islam. Celem powstałej organizacji była walka z nowym rządem Szarifa Ahmeda. Tym samym Hizb al-Islam stał się sojusznikiem Asz-Szabab w wojnie z nowym Tymczasowym Rządem Federalnym Somalii z prezydentem wywodzącym się z Unii Trybunałów Islamskich na czele.
Po zaprzysiężeniu nowego prezydenta wpływy polityczne w Somalii uległy zmianie. Odtąd centralną Somalię kontrolowała Unia Trybunałów Islamskich, a fundamentaliści islamscy południowe połacie kraju. W związku z tym na samym początku wojny przeszli do ofensywy, żeby rozszerzyć strefę wpływów na północ kraju. W lutym 2009 zajęli region Bakool przy granicy z Etiopią i zaatakowali stolicę. W kwietniu 2009 mimo uchwalenia prawa szariatu w Somalii przez nowe władze, Asz-Szabab ogłosiło, iż będzie kontynuować wojnę nawet po wycofaniu się sił pokojowych AMISOM wysłanych do Somalii z ramienia Unii Afrykańskiej.
W maju 2009 ruszyła wielka ofensywa rebeliantów w centralnej Somalii, kontrolowanej przez rząd. Równolegle trwały walki w stolicy, których celem było obalenie prezydenta Ahmeda. W wyniku dwumiesięcznych walk rebelianci zdobyli kontrolę nad regionami Hiraan, Shabellaha Dhexe, Mareeg oraz Galgudund. Latem 2009 do walk przystąpili sufici z prorządowej milicji Al-Sunna Wal Jamaah. Milicjanci zatrzymali ofensywę radykałów, odbijając regiony Mareeg, Galgudud oraz Shabellaha Dhexe z rąk rebeliantów. W ostatecznym rozrachunku w porównaniu z sytuacją w centralnej Somalii sprzed maja 2009 rebelianci objęli kontrolę nad zachodnimi krańcami regionów Hiraan i Shabellaha Dhexe. Na kontrolowanych przez siebie regionach wprowadzali własną administrację z prawem szariatu, które zakazywało m.in. słuchania muzyki.
Pod koniec 2009 członkowie Asz-Szabab byli zaciągani jako najemnicy do bojówek walczących na północy Jemenu. Wspierali wówczas zajdyckich rebeliantów Huti, jednakże różnice religijne spowodowały, że od momentu wybuchu partyzancki terrorystycznej w Jemenie i rewolucji antyprezydenckiej, Asz-Szabab zaangażowało się w konflikt religijny po stronie salafitów.
W październiku 2009, z powodu braku porozumienia co do sposobu kontrolowania zdobytych terenów w Somalii, doszło do zakończenia sojuszu między Asz-Szabab i Hizb al-Islam i wybuchu walk pomiędzy nimi. Od tego wydarzenia w wojnie domowej brały udział trzy strony. W wyniku waśni wśród rebeliantów, strona rządowa odbijała niektóre regiony utracone w ofensywie rebeliantów. Na początku 2010 walki toczyły się na południu kraju - między Hizb al-Islam i Asz-Szabab (bitwa o Dobley) - oraz w centralnej Somalii (głównie wokół Beledweyne między frakcjami rebelianckimi a strukturami milicji sufickiej Al-Sunna Wal Jamaaca, lojalnymi prezydentowi Ahmedowi, które zakończyły się sukcesem rebeliantów). Rebelianci, tym razem osobno, także w stolicy przeprowadzali pojedyncze ataki na siły AMISOM oraz patrole wojsk rządowych.
11 lipca 2010 członkowie Asz-Szabab zorganizowali zamach w stolicy Ugandy – Kampali w wyniku czego zginęły 74 osoby. Był to odwet za obecność wojsk ugandyjskich w misji AMISOM. Z kolei 23 sierpnia 2010 Asz-Szabab podjęło wielką ofensywę w Mogadiszu, której celem było pokonanie wojsk AMISOM i obalenie Ahmeda. Rebeliantom udało się przechwycić wiele stołecznych dzielnic, jednak przez większość czasu uliczne walki miały charakter partyzancki. W grudniu 2010 zakończył się rozłam wśród rebeliantów i Hizb al-Islam wcielono w szeregi Asz-Szabab. W lutym 2011 wojska AMISOM rozpoczęły kontroofensywę wobec Asz-Szabab, które ponosiło coraz większe straty.
W pierwszej połowie 2011 wojska rządowe wraz z milicjami klanowymi podjęły inwazję na region Gedo w wyniku czego, członkowie Asz-Szabab utracili tam swoje wpływy. Latem 2011 Somalię nawiedziła najgorsza od 60 lat susza, która dotknęła także rebeliantów. Początkowo bojownicy Asz-Szabab twierdzili, że w Somalii panuje zwyczajna susza i nie ma głodu, a wszelką pomoc z zewnątrz trwonili. Jednak po pewnym czasie anulowali zakaz operowania organizacjom humanitarnym na terenie kraju. 6 sierpnia 2011 kontrolująca większą część Mogadiszu Asz-Szabab wycofała się na południe do swoich baz w mieście Baydhabo. Rebelianci powiedzieli, że zmienili taktykę, więc dlatego cofnęli się ze stolicy, jednak w rzeczywistości ich też dotknęła tragiczna susza i co za tym idzie głód.
16 października 2011 na południu Somalii rozpoczęła się kenijska interwencja. Bezpośrednią przyczyną interwencji pod kryptonimem Linda Nchi było porwanie przez Asz-Szabab na terytorium Kenii dwóch hiszpańskich działaczek humanitarnych organizacji Lekarze Bez Granic. Już wcześniej somalijscy rebelianci porywali w Kenii obcokrajowców. Wojsko kenijskie spacyfikowało Azanię, pomniejszając tym samym tereny administrowane przez fundamentalistów.
Na początku lutego 2012 lider Al-Ka’idy Ajman az-Zawahiri otwarcie przyznał, iż Asz-Szabab weszło w ścisły sojusz ze światowym ugrupowaniem terrorystycznym. Od 2009 somalijscy radykałowie byli oskarżani o współpracę z Al-Ka’idą, jednak po tym oświadczeniu uznano ją oficjalnie za siatkę Al-Ka’idy w Somalii.
Atakowana w 2012 z południa przez Kenię, z zachodu przez Etiopię, która ponownie wkroczyła do Somalii i od północy przez wojska AMISOM, których trzon stanowiła Uganda, Asz-Szabab traciła kolejne miasta i została zepchnięta do Kismaju, gdzie na przełomie sierpnia i września 2012 ruszyła kolejna ofensywa sprzymierzonych. Wówczas też w Somalii doszło do transformacji politycznej, która umocniła władzę centralną. Od rebeliantów zaczęli odwracać się plemienni watażkowie. W związku z tym Asz-Szabab korzystając z pomocy somalijskich piratów, przerzucali broń z południa Somalii na północ, w góry Puntlandu, gdzie mogliby się schronić w razie porażki.
Wobec klęsk Asz-Szabab na froncie pod Kismaju 24 września 2012 Mohamed Moallin ogłosił wydzielenie się ugrupowania Hizb al-Islam z Asz-Szabab. Decyzję motywował zmianami na somalijskiej scenie politycznej. Dodał, że ugrupowanie nie zgadzało się z filozofią polityczną, a bojownicy zostali zdominowani przez swojego sojusznika. Lider Hizb al-Islam, Szejk Hassan Dahir Aweys, krytykował islamistów z Asz-Szabab za zabijanie cywilów i powiązania z Al-Ka’idą. Ponadto padła deklaracja otwarcia na rozmowy z wszelkimi podmiotami politycznymi w celu osiągnięcia dobra wspólnego. Tymczasem po szturmie sił sprzymierzonych, 29 września 2012, Asz-Szabab zostało wyparte z Kismaju.
W szeregach ugrupowania Asz-Szabab tlił się konflikt między obozem zwolenników globalnego dżihadu na czele którego stał Muchtar Abu Zubejr z obozem nacjonalistów reprezentowanym przez Hassana Dahira Awejsa. Pierwsza z grup propagowała sojusz z Al-Ka’idą i chciała wyprowadzić wojnę poza granicę Somalii, w celu utworzenia kalifatu w Afryce Wschodniej. Drugi z obozów, chciał się skupić jedynie na walce wewnętrznej z rządem centralnym. W czerwcu 2013 Abu Zubejr zlecił zabicie czterech oponentów z przeciwstawnego obozu. Sam Hassan Dahir Awejs oddał się w ręce żołnierzy UA.
Od tego czasu Asz-Szabab stawiało na taktykę walki terrorystycznej, którą reprezentowała Al-Ka’ida. Przeprowadzano wiele zamachów samobójczych na obiekty rządowe i popularne wśród cywilów miejsca publiczne, takie jak teatry, sale koncertowe, restauracje i kawiarnie. 21 września 2013 Asz-Szabab ponownie zaatakował poza granicami Somalii. Tym razem w kenijskim Nairobi bojownicy zajęli centrum handlowe Westgate Mall biorąc setki zakładników. Sam atak w Nairobi według radykałów był odwetem za obecność kenijskich wojsk na ziemi somalijskiej.

## Liderzy

### Dowódcy
- Adan Haszi Farah (2006–2008)
- Muchtar Rubuw (2008–2009)
- Muchtar Abu Zubajr (2009–2010)
- Ibrahim al-Afghani (2010–2011)
- Muchtar Abu Zubajr (2011–2015[11])

### Inni liderzy
- Fu’ad Muhammad Chalaf
- Hasan Dahir Uwajs
- Husajn Ali Fidu
- Ali Mahmud Raghi
- Muhammad Sa’id Atom